# 沃爾多 (新墨西哥州)
沃爾多（英語：Waldo）是位於美國新墨西哥州聖菲縣的非建制地區。

## 歷史
沃爾多的郵局於1919年設立，其後於1936年停運。

## 地理
沃爾多所處的海拔為高於海平面1719米（即5640英呎），而該地所採用的時區為UTC-7，即北美山地时区（MST）。同時該地設有夏令時間，為UTC-7調快一小時，即UTC-6（MDT）。